# Ambassade des États-Unis à Cuba
L'ambassade des États-Unis à Cuba abrite la mission diplomatique américaine à Cuba. Elle est dirigée par un chargé d'affaires.

## Histoire
En 1923 est élevée une première ambassade à Cuba, avec à sa tête le général Enoch Crowder (en), chargé de conseiller le président Alfredo Zayas (rôle qu'il tenait en réalité depuis déjà plusieurs années).
Entre 1923 et 1953, l'ambassade se trouve dans un ancien palais espagnol construit au XIXe siècle, d'une cinquantaine de mètres de long sur trente mètres de large. Garnis de colonnes néo-classiques, il témoigne du passé colonial de La Havane, dans un quartier qui comptait alors de nombreux palais, parfois occupés par les familles royales russes et espagnoles lorsqu'elles venaient en séjour. Le bâtiment est situé à El Cerro, le quartier diplomatique et économique à l'époque. Après la révolution de 1961, les palais sont détruits ou reconvertis. Celui-ci devient une usine avant de tomber en ruines. En 2015, il est envahi de friches et squatté par des familles pauvres. De l'époque américaine restent les étoiles du drapeau des États-Unis sur un fronton.
En 1940, le département d'État américain charge les architectes Wallace Harrison et Max Abramovitz de construire une nouvelle ambassade sur le Malecón, le front de mer de La Havane. Il s'agit d'un bâtiment moderne de six étages, inauguré en 1953. 
À la suite de la révolution cubaine, le président américain Dwight D. Eisenhower décide de rompre toute relation avec Cuba le 3 janvier 1961. La représentation de la Suisse à Cuba abrite la section des intérêts des États-Unis à La Havane (en) entre 1977 et 2015.
Les relations entre les deux pays sont officiellement normalisées le 20 juillet 2015 par les présidents Raul Castro et Barack Obama. Le 14 août, les trois marines qui avaient baissé le 4 janvier 1961 pour la dernière fois le drapeau américain qui flottait sur le bâtiment (après avoir incinéré des nombreux documents diplomatiques) reviennent à Cuba pour le hisser à nouveau. La chancellerie est provisoirement dirigée par le chargé d'affaires intérimaire Jeffrey DeLaurentis (en).
À compter de fin 2016, certains membres du personnel diplomatique américain basé à La Havane ont souffert du syndrome de La Havane, un ensemble de troubles auditifs, d'étourdissements et de céphalées. Les grillons et les cigales, nombreux à Cuba, pourraient être à l'origine des troubles ressentis par le personnel américain,.
Début 2021, un grand drapeau cubain en béton est installé en face de l'ambassade.
En mars 2022, les États-Unis annoncent la réouverture du consulat américain à Cuba, fermé depuis 2017, sous la présidence Trump, en raison des problèmes posés par le syndrome de La Havane.

## Liste des représentants diplomatiques

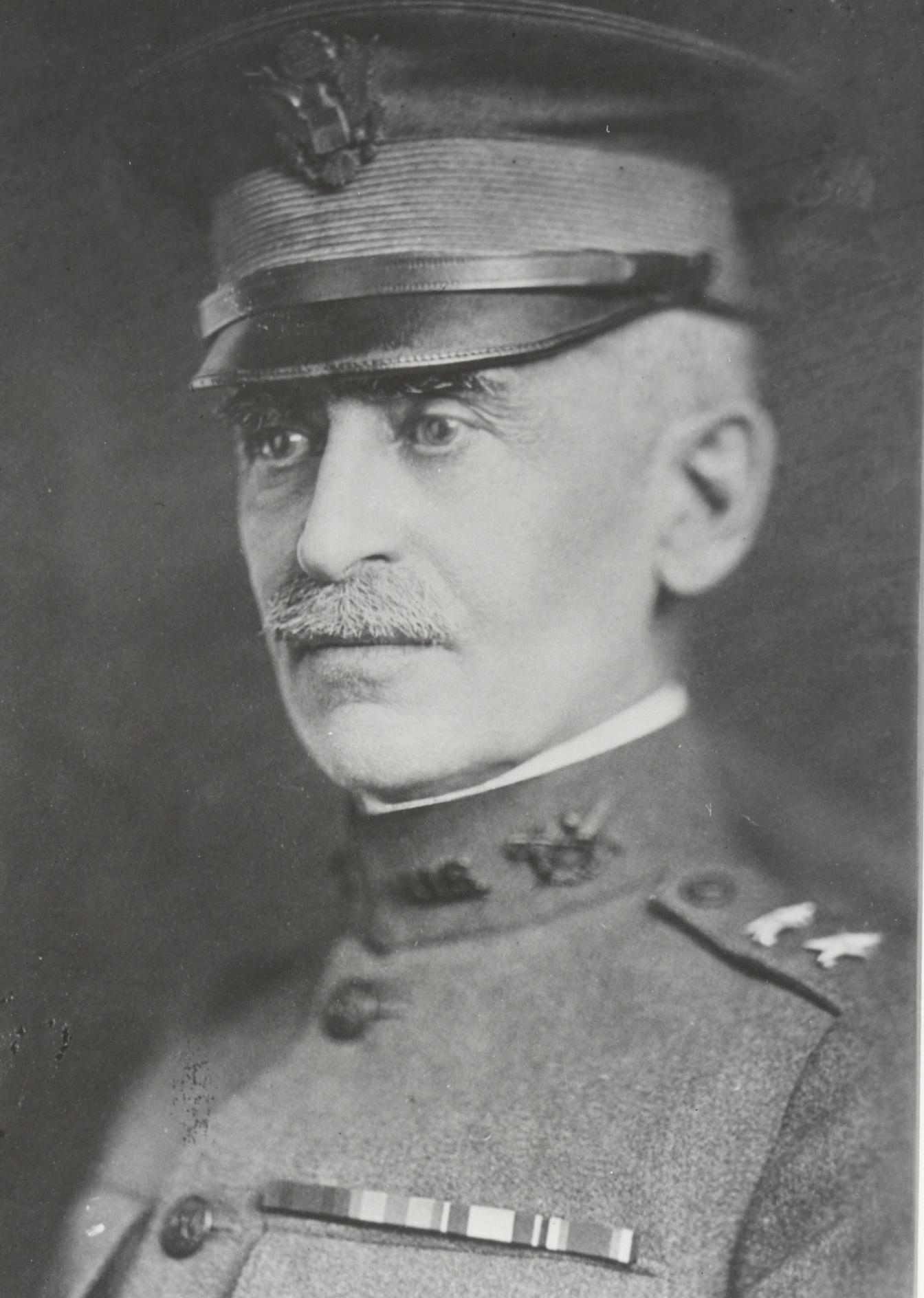
Enoch Crowder, ambassadeur de 1923 à 1927.

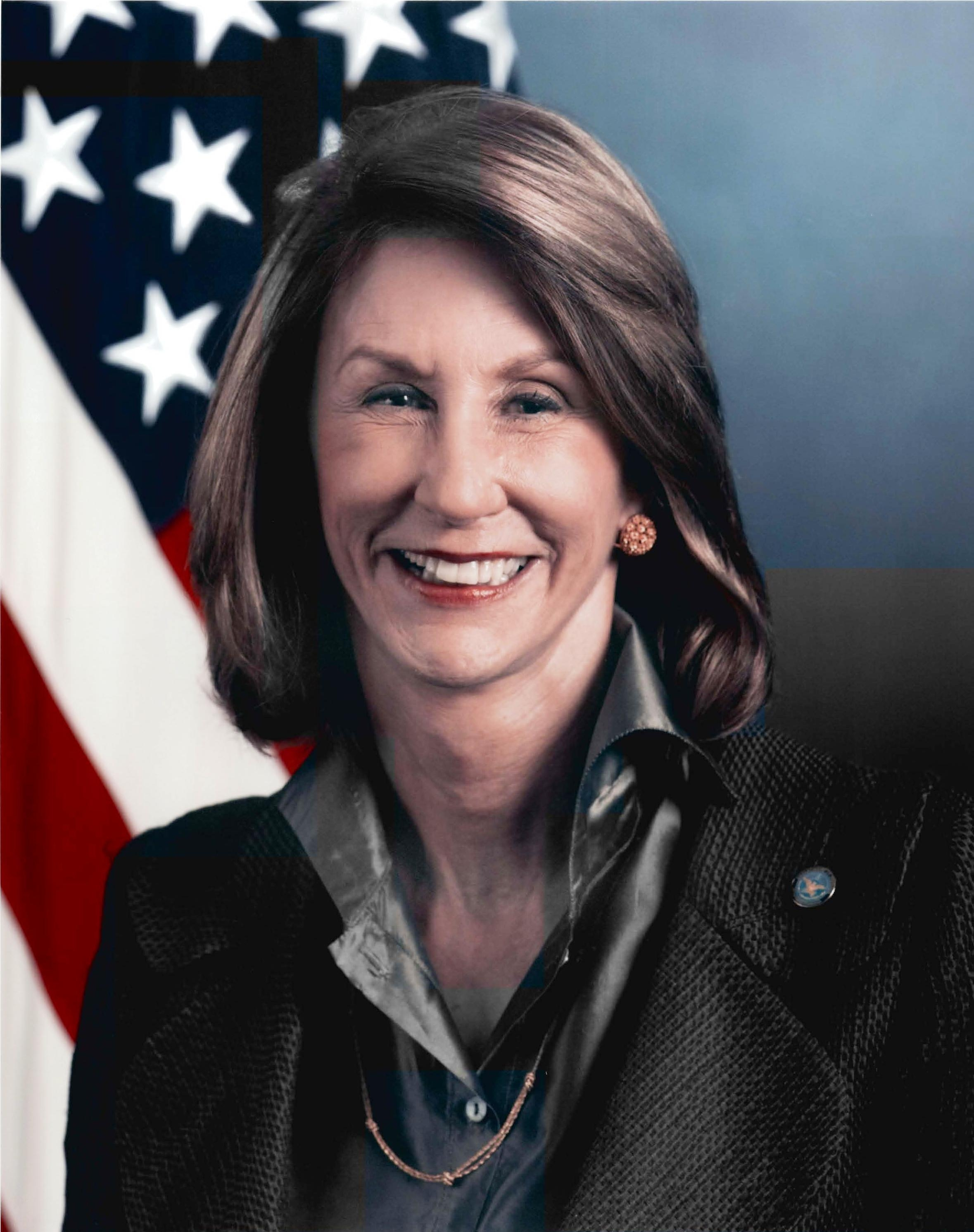
Vicki Huddleston, cheffe de la Section des intérêts des États-Unis à La Havane de 1999 à 2002.

Ambassadeurs
- 1902-1905 : Herbert G. Squiers (en)
- 1906-1910 : Edwin Vernon Morgan (en)
- 1910-1911 : John B. Jackson (en)
- 1911-1913 : Arthur M. Beaupre (en)
- 1913-1919 : William Elliott Gonzales (en)
- 1920-1921 : Boaz W. Long (en)
- 1923-1927 : Enoch Crowder (en)
- 1927-1929 : Noble Brandon Judah (en)
- 1929-1933 : Harry Frank Guggenheim (en)
- 1933 : Sumner Welles (en)
- 1934-1937 : Jefferson Caffery
- 1937-1939 : J. Butler Wright (en)
- 1940-1942 : George S. Messersmith
- 1942-1945 : Spruille Braden
- 1945-1948 : Raymond Henry Norweb (en)
- 1948-1951 : Robert Butler (en)
- 1951-1953 : Willard L. Beaulac (en)
- 1953-1957 : Arthur Gardner (en)
- 1957-1959 : Earl E. T. Smith (en)
- 1959-1960 : Philip Bonsal (en)

Chefs de la Section des intérêts des États-Unis à La Havane
- 1977-1979 : Lyle Franklin Lane (en)
- 1979-1982 : Wayne Smith (en)
- 1982-1985 : John Arthur Ferch (en)
- 1985-1987 : Curtis Warren Kamman (en)
- 1987-1990 : John J. Taylor
- 1990-1993 : Alan H. Flanigan
- 1993-1996 : Joseph Sullivan (en)
- 1996-1999 : Michael Kozak (en)
- 1999-2002 : Vicki J. Huddleston (en)
- 2002-2005 : James Cason (en)
- 2005-2008 : Michael E. Parmly (en)
- 2008-2010 : Jonathan D. Farrar (en)
- 2010-2011 : Vacant
- 2011-2014 : John Caulfield (en)
- 2014-2015 : Jeffrey DeLaurentis (en)

Chargés d'affaires
- 2015-2017 : Jeffrey DeLaurentis (en)
- 2017 : Scott Hamilton
- 2017-2018 : Lawrence J. Gumbiner
- 2018 : Philip Goldberg
- 2018-2020 : Mara Tekach (en)
- 2020-2022 : Timothy Zúñiga
- depuis 2022 : Benjamin G. Ziff